# IX legislatura del Regno d'Italia

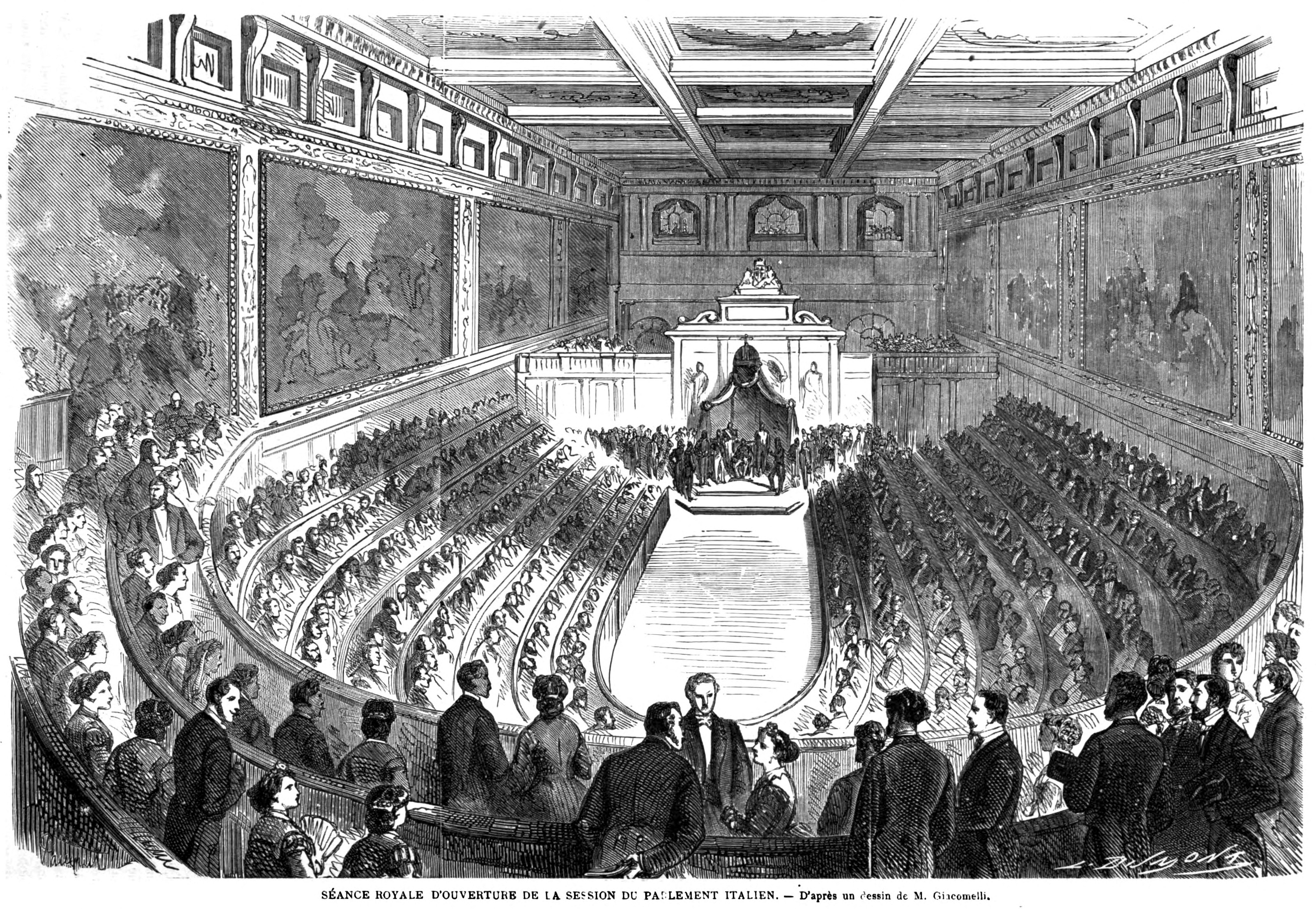
Inaugurazione del parlamento nel 1865

La IX legislatura del Regno d'Italia ebbe inizio il 18 novembre 1865 e si concluse il 13 febbraio 1867.
È stata la legislatura più breve della storia d'Italia.

## Elezioni
Il r.d. n. 2462 del 7 settembre 1865 indiceva le elezioni generali per la Camera dei Deputati per i giorni 22 e 29 ottobre 1865.
Le elezioni si effettuarono, in base alla legge elettorale varata il 17 dicembre 1860 n. 4513, che rispecchiava le modalità fondamentali presso a poco identiche a quelle delle leggi precedenti (n. 680 del 17 marzo 1848 e n. 3778 del 20 novembre 1859), utilizzando il sistema dello scrutinio uninominale a suffragio ristretto.
Il Regno era diviso in 443 collegi e ciascun collegio eleggeva un solo deputato.
Gli elettori chiamati alle urne furono 504.263 (il 2,00% della popolazione residente) e i votanti (al primo scrutinio) 271.923 (il 53,90% degli aventi diritto).
Aperta in Firenze il 18 novembre 1865, la legislatura durò un anno, due mesi e ventisette giorni ed ebbe due sessioni. La prima, prorogata per due volte, fu chiusa il 30 ottobre 1866. La seconda, aperta il 15 dicembre 1866, fu chiusa con il regio decreto n. 3507 del 13 febbraio 1867, il quale scioglieva anche la Camera.

## Governi
Governi formati dai diversi Presidenti del Consiglio dei ministri su incarico reale.
1. Governo La Marmora II (28 settembre 1864 - 31 dicembre 1865), presidente Alfonso La Marmora (militare)
  - Composizione del governo: Destra storica
2. Governo La Marmora III (31 dicembre 1865 . 20 giugno 1866), presidente Alfonso La Marmora (militare)
  - Composizione del governo: Destra storica
3. Governo Ricasoli II (20 giugno 1866 - 10 aprile 1867), presidente Bettino Ricasoli (Destra storica)
  - Composizione del governo: Destra storica

## Parlamento

### Camera dei Deputati
Possibile Composizione della Camera
Stando ai dati delle Elezioni Politiche in Italia del 1865 la Camera dei Deputati era composta come illustrato così:
|                                           | Seggi |
| ----------------------------------------- | ----- |
| Destra Storica                            | 183   |
| Sinistra Storica                          | 156   |
| Estrema Sinistra Storica-Partito d'Azione | 14    |
| Altri e/o Indipendenti e/o Indefinibili   | 90    |

I sessione
- Presidente
  - Adriano Mari, nominato il 6 dicembre 1865 (141 voti su 283, ballottaggio in terza votazione)
- Vicepresidenti
  - Francesco Crispi, nominato il 7 dicembre 1865 (137 voti su 260)
  - Agostino Depretis, nominato il 7 dicembre 1865 (131 voti su 260)
  - Francesco De Luca, nominato il 7 dicembre 1865 (132 voti su 255, seconda votazione)
  - Francesco Restelli, nominato l'8 dicembre 1865 (69 voti su 207, ballottaggio in terza votazione)

II sessione
- Presidente
  - Adriano Mari, nominato il 18 dicembre 1866 (156 voti su 253)
- Vicepresidenti
  - Antonio Mordini, nominato il 19 dicembre 1866 (128 voti su 252)
  - Giuseppe Pisanelli, nominato il 20 dicembre 1866 (136 voti su 246, seconda votazione)
  - Francesco Restelli, nominato il 20 dicembre 1866 (131 voti su 246, seconda votazione)
  - Luigi Ferraris, nominato il 21 dicembre 1866 (130 voti su 239, ballottaggio in terza votazione)

Nella legislatura la Camera tenne 159 sedute.

### Senato del Regno
I sessione
- Presidente
  - Gabrio Casati, nominato con regio decreto dell'8 novembre 1865
- Vicepresidenti
  - Giacomo Durando, nominato con regio decreto dell'8 novembre 1865
  - Celso Marzucchi, nominato con regio decreto dell'8 novembre 1865
  - Giuseppe Vacca, nominato con regio decreto dell'8 novembre 1865
  - Vincenzo Fardella di Torrearsa, nominato con regio decreto dell'8 novembre 1865

II sessione
- Presidente
  - Gabrio Casati, nominato con regio decreto del 29 novembre 1866
- Vicepresidenti
  - Celso Marzucchi, nominato con regio decreto del 29 novembre 1866
  - Lodovico Pasini, nominato con regio decreto del 29 novembre 1866
  - Vincenzo Fardella di Torrearsa, nominato con regio decreto del 29 novembre 1866
  - Giuseppe Vacca, nominato con regio decreto del 29 novembre 1866

Nella legislatura il Senato tenne 53 sedute.